# أسعد عبد الغني
أسعد عبد الغني مواليد 2 يناير 1976 في المالديف، هو لاعب كرة قدم مالديفي. يلعب كمدافع.

## مسيرته الرياضية
على المستوى الدولي شارك لأول مرة في عام 2001، وقد ظهر في تصفيات كأس العالم لكرة القدم.
وتقاعد رسميا من المنتخب الوطني في 14 فبراير عام 2013 مع زميله في الفريق أحمد ثوريك بعد المباراة الودية بين المالديف وباكستان في ملعب المالديف الوطني. وحصل على جائزة ذهبية من اتحاد كرة القدم في جزر المالديف تقديرا لمساهمته مع المنتخب الوطني.

## وصلات خارجية
- أسعد عبد الغني على موقع الاتحاد الدولي (مؤرشف)  (الإنجليزية)
- أسعد عبد الغني على موقع قاعدة بيانات كرة القدم.إي يو (الإنجليزية)
- أسعد عبد الغني على موقع ناشيونال فوتبول تيمز (الإنجليزية)